# Синтетичні жирні кислоти
Синтетичні жирні кислоти (СЖК), (рос. синтетические жирные кислоты; англ. synthetic fatty acids; нім. syntetische Fettsäuren f pl) — жирні кислоти, які застосовують у вигляді розчину в дизельному пальному 1:2 чи 1:3; ефективні за рН не менше 7,5; найбільш ефективні фракції С20 і вище (кубові залишки); для повного гасіння піни в тампонажних розчинах вводиться більше 0,25 % СЖК; постачаються в бочках.